# Sérgio Gonçalves
Sérgio Miguel Sousa Gonçalves (ur. 7 kwietnia 1979 w Funchal) – portugalski polityk i samorządowiec związany z Maderą, poseł do Parlamentu Europejskiego X kadencji.

## Życiorys
Studiował na Uniwersytecie Lublańskim i na wydziale ekonomicznym Universidade Nova de Lisboa. Pracował w porcie lotniczym Madera, a także u operatora linii morskiej między Maderą a Porto Santo. Zaangażował się w działalność polityczną w ramach Partii Socjalistycznej. W 2019 i 2023 wybierany do regionalnego parlamentu Madery. Objął funkcję przewodniczącego socjalistów na Maderze. W 2024 uzyskał mandat deputowanego do Europarlamentu X kadencji.